# Cremastus sicculus
Cremastus sicculus là một loài tò vò trong họ Ichneumonidae.